# Smooth Like Stone on a Beach
Smooth Like Stone on a Beach es el primer álbum de estudio de la banda canadiense Walk off the Earth. Fue lanzado el 31 de diciembre de 2007 a través de SlapDash Records.

## Lista de canciones
| N.º | Título                                                  | Duración |  |
| 1.  | «Little Sin»                                            | 3:13     |  |
| 2.  | «100 Proof Life»                                        | 3:56     |  |
| 3.  | «Rock Me Away»                                          | 2:41     |  |
| 4.  | «Gotta Go»                                              | 3:27     |  |
| 5.  | «My Mistakes»                                           | 3:10     |  |
| 6.  | «Broke»                                                 | 4:01     |  |
| 7.  | «Miss Jeppetto»                                         | 3:58     |  |
| 8.  | «Spiraling Son»                                         | 3:39     |  |
| 9.  | «Stolen»                                                | 3:19     |  |
| 10. | «People of the Sun» (cover de Rage Against the Machine) | 2:01     |  |
| 11. | «Smooth Like Stone on a Beach» (con Jeremy Chambers)    | 3:45     |  |
| 12. | «W.o.t.e.»                                              | 3:42     |  |

## Créditos[2]
- Gianni Luminati: voz, bajo, productor, masterización, mezclado
- Ryan Marshall: voz, guitarra
- Peter Kirkwood: percusión